# Minilimosina pulpa
Minilimosina pulpa är en tvåvingeart som beskrevs av Marshall 1985. Minilimosina pulpa ingår i släktet Minilimosina och familjen hoppflugor. Inga underarter finns listade i Catalogue of Life.